# Дарко Сувин
Дарко Сувин (Загреб, 19. јула 1930) је академик Канадске академије, професор емеритус књижевности, истакнути међународни теоретичар научне фантастике.

## Животопис
Дарко Сувин је рођен 19. јула 1930 године у Загребу у јеврејској обитељи Мирослава и Труде Шлезингер. У Загребу је похађао Елементарну жидовску школу у Палмотићевој улици. 1939 године, нешто прије Другог светског рата, Даркова обитељ је променила презиме из Шлезингер у Сувин, понајпре због политичке ситуације и антисемитизма узрокованог усташком и нацистичком пропагандом. Многи чланови Даркове породице су страдали у Холокаусту, међу њима Дарков деда Лавослав и бака Јосипа Шлезингер. За време Другог светског рата (1943. или 1944), неких 50 метара од њега експлодирала је бомба, што је имало у виду тадашњу старост (13 или 14 година) која је пресудно утицала на његово размишљање о алтернативним историјама и на крају на свеживотно интересовање за научну фантастику. Радио је на Филозофском факултету Свеучилишта у Загребу, на Катедри за компаративну књижевност од 1959. до 1967. Преселио се у Канаду, гдје је од 1968. предавао драмску књижевност и научну фантастику на Макгил универзитету у Монтреалу. Докторирао је 1970. у Загребу дисертацијом "Драматика Иве Војновића: генеза и структура". Пензисао се са Универзитета Макгил 1999. године, а након пензионисања преселио се у Италију .

## Рад у научној фантастици
Дарко Сувин је вероватно најпознатији светски теоретичар научне фантастике, коју је дефинисао као књижевност когнитивног очуђења . Његово кључно дело је књига "Metamorphoses of Science Fiction: On the Poetics and History of a Literary Genre" (Метаморфозе научне фантастике: о поетици и историји књижевног жанра), објављено 1979. Поред подучавања и писања о научној фантастици, био је сууредник научног часописа Science-Fiction Studies од оснивања 1973. до 1981. На загребачком СФераКон-у је 2009. године добио Награду Сфера за животно дело.

## Дела
- Два вида драматургије: есеји о театарској визији (Загреб, 1964)
- Од Лукијана до Луњика (Загреб, 1965)
- Other Worlds, Other Seas: Science-Fiction Stories from Socialist Countries (1970)
- Увод у Брехта (Загреб, 1970)
- Russian Science Fiction, 1956-1970: A Bibliography (1971)
- Andere Welten, andere Meere (1972)
- Autres mondes, autres mers (1973)
- Science-Fiction Studies: Selected Articles on Science Fiction, 1973-1975 (1976)
- Драматика Ива Војновића: генеза и структура (1977)
- Pour une poétique de la science-fiction : études en théorie et en histoire d'un genre littéraire (Montreal 1977)
- H. G. Wells and Modern Science Fiction (1977)
- Science-Fiction Studies: Selected Articles on Science Fiction, 1976-1977 (1978)
- Metamorphoses of Science Fiction: On the Poetics and History of a Literary Genre (1979)
- Poetik und Science Fiction. Zur Theorie einer literarischen Gattung (1979)
- Victorian Science Fiction in the UK: The Discourses of Knowledge and of Power (1983)
- To Brecht and Beyond: Soundings in Modern Dramaturgy (1984)
- Metamorfosis de la ciencia ficción (Meksiko, 1984 and 1987)
- Le Metamorfosi della fantascienza (Bologna, 1985)
- The Long March, Notes on the Way 1981-1984, Poems (1987)
- Positions and Presuppositions in Science Fiction (1988)
- Армирана Аркадија (Загреб, 1990)
- SF no hen'yô (Tokyo 1991)
- Lessons of Japan: Assayings of Some Intercultural Stances (1997)
- Learning from Other Worlds: Estrangement, Cognition, and the Politics of Science Fiction and Utopia (Liverpool, 2001)
- US Science Fiction and War/Militarism (2004)
- Гдје смо? Куда идемо? За политичку епистемологију спаса: есеји за оријентацију и дјеловање у оскудном времену (Загреб, 2006)
- Of Starship Troopers and Refuseniks: War and Militarism in US Science Fiction
- Спознаја, слобода, The Dispossessed као класик (Загреб, 2008)
- Научна фантастика, спознаја, слобода (Београд, 2009)
- Defined by a Hollow: Essays on Utopia, Science Fiction and Political Epistemology (2010)
- Kje smo? Kam gremo? Za politično ekonomijo odrešitve (Ljubljana, 2010)
- Метаморфозе знанствене фантастике (Загреб, 2010)
- Darko Suvin, a Life in Letters (Washington, 2011)
- Преживјети Потоп: fantasy, по-робљење и гранична спознаја (Загреб, 2012)